# 别廖佐夫卡村委员会
别廖佐夫卡村委员会（俄语：Березовский сельсовет）是俄罗斯联邦阿穆尔州伊万诺夫卡区所属的一个村委员会。其下辖有1个居民点，行政中心为别廖佐夫卡。据2016年统计，该村委员会的人口为4410人。